# Mark Addy
Mark Ian Addy (York, 14 januari 1964) is een Brits acteur. In België en Nederland is hij vooral bekend door zijn rol van vader Bill Miller in de Amerikaanse sitcom Still Standing en die van detective constable Gary Boyle in de Britse comedyserie The Thin Blue Line. Tevens speelde hij in seizoen 1 van Game of Thrones de rol van koning Robert Baratheon.
Addy werd geboren in York en studeerde vanaf zijn zestiende aan de Royal Academy of Dramatic Art in Londen. 

## Film en televisie
- The Thin Blue Line (1996)
- The Full Monty (1997)
- Married 2 Malcolm (1998)
- Jack Frost (1998)
- The Last Yellow (1999)
- Flint Street Nativity (1999)
- The Announcement (2000)
- The Flintstones in Viva Rock Vegas (2000)
- Down to Earth (2001)
- A Knight's Tale (2001)
- The Time Machine (2002)
- Heartlands (2002)
- The Order (2003)
- Around the World in 80 Days (2004)
- Still Standing (2002–2006)
- Bonkers (2007)
- Bike Squad (2008)
- Red Riding (2009)
- It's a Wonderful Afterlife (2010)
- Barney's Version (2010)
- Game of Thrones (2011)
- Robin Hood (2010)
- Atlantis (2013)
- Mary Poppins Returns (2018)
- Downton Abbey (2019)
- The Lost King (2022)